# Kopplo sund
Kopplo sund, sund i Esbo stad, Finland, norr om Kopplorna, mellan dem och Bergö i Sommaröarna. 
Genom sundet har sedan medeltiden gått en del av farleden mellan Stockholm och Nevamynningen, och bönderna på Moisö och Svinö gårdar ålades i århundraden att underhålla en remmare vid ett lömskt grund mitt i sundets mynning västerut, där bland annat jakten Alexandra gick på grund och förliste en septembernatt 1962.